# Sinfonía n.º 6 (Bruckner)

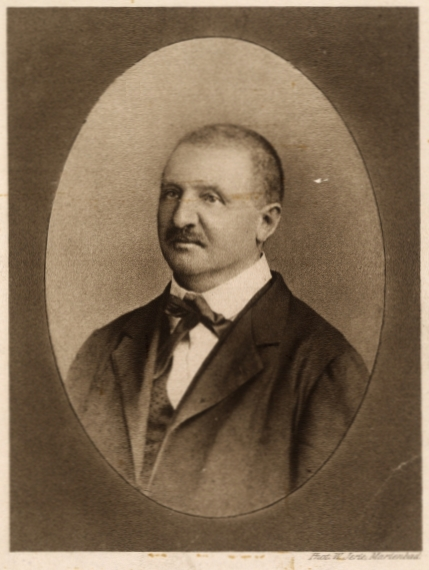
Bruckner en 1873.

La Sinfonía n.º 6 en la mayor, WAB 106 fue compuesta por Anton Bruckner entre el 24 de septiembre de 1879 y el 3 de septiembre de 1881. La partitura está dedicada a su mecenas, el Dr. Anton Van Ölzelt-Newin.

## Historia

### Contexto
Para la época en que Bruckner emprendió la composición de la Sexta, sólo tres de sus sinfonías habían sido dadas a conocer al público. El reciente estreno de la Sinfonía n.º 3 fue bastante cercano al desastre, recibiendo una crítica feroz y negativa de Eduard Hanslick, cosa nada sorprendente debido a que en la batalla entre los partidarios de Wagner y de Brahms que tenía lugar entonces en Viena, el crítico capitaneaba a estos últimos.

«… sus intenciones artísticas son honestas, a pesar de lo extraño de  su desarrollo. Por lo tanto, en vez de una crítica, deberíamos admitir que no hemos entendido su gigantesca sinfonía. A nuestro criterio, ni ha expresado con claridad sus intenciones poéticas ni tampoco se nos alcanza la coherencia puramente musical de la obra. El compositor… fue recibido con vítores y consolado por un vibrante aplauso de la parte de la audiencia que aguantó hasta el final… El Finale, que excede a todos sus predecesores en extravagancias, sólo pudo ser experimentado hasta sus últimas consecuencias por un pequeño grupo de arriesgados aventureros.»

La composición de la Sinfonía n.º 4 marcó el inicio de lo que algunos han dado en llamar la "Tetralogía Mayor", compuesta por las sinfonías escritas en tonalidades mayores. De hecho, dicha tetralogía ocupó a Bruckner una década entera, dedicándose a escribir obras de gran formato en tonalidades mayores, hecho notable si se advierte que las sinfonías anteriores lo fueron en tonalidades menores. La composición del Quinteto de cuerda y de la Sinfonía n.º 6 supuso la entrada de Bruckner en un nuevo período composicional dentro de la etapa de la "Tetralogía Mayor". No obstante, la Sexta mantiene unos lazos muy intensos con la Cuarta y la Quinta y se considera como la respuesta reflexiva y humanística a sus dos predecesoras. Tal vez por eso algunos críticos le han encasquetado el sobrenombre de Filosófica.

### Composición
Las sinfonías de Bruckner abarcan muy diversas técnicas de composición, pero la que menos variaciones experimentó en el conjunto de su repertorio sinfónico es el singular patrón formal que subyace. De hecho, los cuatro movimientos ampliados deben su factura al tratamiento temático y la estructura de los trabajos del último Beethoven. La única diferencia realmente importante y que rompe el esquema formal respecto de las otras sinfonías es el uso de la forma sonata en el segundo movimiento, en vez de la habitual forma ternaria de grandes proporciones.
Desde el punto de vista temático, existen dos clases de temas en las sinfonías de Bruckner. En primer lugar, los temas claramente definidos en la forma; en segundo lugar, otros temas que operan como motivos, cortos y de un acabado más abierto, como ocurre en la Sexta. Otro rasgo característico de los temas de las sinfonías de Bruckner es la íntima relación entre los movimientos inicial y final, aunque habitualmente en el primer movimiento es donde se enfatiza el contraste temático. Más específicamente, la amplificación de la exposición del primer movimiento se nutre tanto del tema principal como de dos subsidiarios que se desarrollan en este momento; una técnica exclusivamente bruckneriana.
Otro rasgo de las sinfonías de Bruckner (y más concretamente en la Sexta) es el exhaustivo tratamiento del acorde de séptima dominante como acorde de sexta alemana en una nueva tonalidad, el uso de cadencias como factor decisivo en atrevidas modulaciones, el uso de pedales de órgano como pivotes armónicos y estructurales, cadenas de secuencias armónicas y, muy visible aquí, uso masivo de motivos rítmicos, especialmente el llamado ritmo bruckneriano: dos negras seguido de un tresillo de negras o a la inversa. Este ritmo domina la mayor parte del tiempo en la Cuarta y es prácticamente inexistente en la Quinta; en la Sexta se convierte en una fuerza impulsora: las complejidades métricas generadas por lo único de su distribución rítmica son más pronunciadas en el primer movimiento de la Sexta que en cualquier otra sinfonía bruckneriana.

## Instrumentación
La partitura está escrita para una orquesta formada por:
- Viento madera: 2 flautas, 2 oboes, 2 clarinetes (en la y en si bemol), 2 fagotes.
- Viento metal: 4 trompas en fa, 3 trompetas en fa, 3 trombones (alto, tenor y bajo), 1 tuba.
- Percusión: timbales.
- Cuerda: una sección de cuerdas con violines I y II, violas, violonchelos y contrabajos.

Se trata de la orquestación acostumbrada en Bruckner, al margen de algunas peculiaridades técnicas. Como en otras obras sinfónicas, no existen indicaciones de extremo virtuosismo aparente. Más bien al contrario, la orquestación hace gala de una gran sencillez. Bruckner suele alternar las secciones solistas con los tutti y mezcla los instrumentos para crear la textura musical y mostrar diferentes grupos temáticos.

## Estructura y análisis
La sinfonía consta de cuatro movimientos:
- I. Majestoso, en la mayor 2
2
- II. Adagio. Sehr feierlich, en fa mayor 4
4
- III. Scherzo. Nicht schnell 3
4 – Trio. Langsam, en la menor 2
4
- IV. Finale. Bewegt, doch nicht zu schnell, en la menor – la mayor 2
2

Aunque posee muchos rasgos característicos de las sinfonías brucknerianas, difiere también sustancialmente del grueso de su producción. Redlich ha ido más allá y señala la ausencia de huellas del estilo bruckneriano de composición de sinfonías en la Sexta, dado el desconcierto de crítica y público ante la obra.

### I.Majestoso
El primer movimiento, Majestoso, está escrito en la tonalidad de la mayor, en compás alla breve y sigue claramente la forma sonata. Bruckner titula este movimiento como «Majestoso», no con el habitual Maestoso, probablemente debido a que lo quiso derivar del latino maiestas, -atis, «poder soberano». Se abre con el característico ritmo bruckneriano en los violines, si bien el compositor se cuida mucho de mantener la enigmática atmósfera indicando al ejecutante que mantenga el arco sobre el violín, evitando así que el motivo rítmico sea demasiado animado. En ese ambiente misterioso se escucha el intenso tema principal, paráfrasis del tema inicial de la Sinfonía n.º 4, en las cuerdas graves, por debajo del ritmo bruckneriano de los violines.
No se admite la reproducción de audio en este navegador. Se puede descargar el archivo de audio.
La tonalidad es la mayor en el momento de oírse el primer tema; no obstante, el misterio se intensifica con la aparición en la línea melódica de notas muy alejadas del reino del la mayor, a saber: sol, si bemol y fa, inflexiones napolitanas que producirán efectos de grandes proporciones más adelante. El tema reaparece en su forma original (compás 25), pero esta vez en fortissimo. Este recurso clásico era muy utilizado por Bruckner al inicio de una sinfonía. Brahms lo utilizó en el Finale de su Sinfonía n.º 4.
El segundo grupo temático es más complicado que el tema principal. El primer tema de este grupo es una confiada melodía en los violines, en la cual Bruckner emplea ritmos mezclados. 
El segundo tema de este grupo, un motivo muy expresivo y lírico (compás 69), se oye en las maderas primero en re mayor e inmediatamente en fa mayor, seguido de la enunciación en mi mayor, la dominante de la tónica la mayor, con un rico ropaje armónico. El tercer tema de esta sección es una variación de carácter militar del ritmo bruckneriano, a la que siguen una serie de modulaciones que terminan en mi mayor y preparan la entrada del desarrollo.

El desarrollo es más breve y menos complejo que en otros movimientos sinfónicos brucknerianos. A pesar de ello, juega un papel sustancial en toda la estructura armónica del movimiento. Desde el principio (compás 159) los violines tocan una inversión del tema principal, aunque aquí no aparece el ritmo bruckneriano presente en la exposición. En vez de eso, el desarrollo es impulsado a través del motivo de tresillos que aparecía en el tercer tema de la exposición. Armónicamente el desarrollo incluye muchas modulaciones, transitando de forma muy abrupta por las tonalidades de mi bemol mayor a la mayor, lo cual parece anunciar la recapitulación.
El inicio de la recapitulación, de hecho, es un clímax que sirve de puente entre el desarrollo y la recapitulación, siendo esta la primera vez que eso ocurre en toda la literatura sinfónica. Si no fuera por este clímax tendríamos problemas para identificar el momento exacto de la recapitulación como el retorno a la tónica, dado que el retorno a ésta y la reexposición del tema principal no coinciden en el tiempo (de hecho, hay 15 compases de diferencia entre uno y otro evento). De una manera muy bruckneriana, se incluye una completa reexposición de los grupos temáticos y se prepara el escenario para la coda, la cual es considerada por Donald Tovey como uno de los grandes pasajes de Bruckner. En la coda, Bruckner atraviesa todo el espectro tonal, si bien establece claramente el centro tonal en la mayor. La primera frase del tema principal aparece ahora por todas partes, cabalgando sobre el motivo rítmico del principio. El movimiento termina con una exultante afirmación del tema principal y una potente cadencia plagal.

### II.Adagio. Sehr feierlich
El segundo movimiento, Adagio. Sehr feierlich (Muy solemne), está en fa mayor y en compás de 4/4. Es el único ejemplo de Adagio bruckneriano construido sobre una forma sonata. Simpson llegó incluso a describir el movimiento como la forma sonata lenta más perfectamente escrita desde el Adagio de la Sonata Hammerklavier de Beethoven. Se inicia presentando el tema principal en las cuerdas, una anhelante canción de amor a la que se une (compás 5) un lamento del oboe. 
Simpson señala que las frecuentes inflexiones napolitanas se amplifican aquí, iniciándose con si bemol y fa en la línea melódica principal, lo cual sitúa el movimiento de forma natural en la tonalidad de fa mayor pese a que la ambigüedad tonal del inicio sugiere si bemol menor. Tras un breve pasaje de transición, la música modula a mi mayor, que marca la introducción del segundo tema, una noble y plácida canción de amor (compás 25).

El tercer tema (compás 53) es propio de una marcha fúnebre. Combina las tonalidades de do menor y la bemol mayor, provocando un sombrío contraste con la canción de amor precedente. 
El ritmo con puntillo del inicio del tema recuerda al lamento del oboe al principio del movimiento. Dörnberg describió ese triste giro a la bemol mayor como «la clase de música que Gustav Mahler siempre quiso llegar a escribir, considerando a Bruckner como predecesor de Mahler en este sentido.
Una breve sección de desarrollo incluye modulaciones sobre el primer tema e inversiones del lamento del oboe. Tras ello, Bruckner recapitula los tres temas anteriores (compás 93), aunque con una orquestación diferente: el tema principal, enunciado por el violín, es ahora tocado por la trompa, seguida de las maderas. El segundo tema se recapitula en su integridad en la tónica, seguida por una brevísima reaparición del tercer tema.
Finalmente, una transición sobre un pedal de dominante (muy propia de Bruckner) nos lleva a la coda. Simpson se refiere a esta delicada y consoladora coda como una de las mejores de Bruckner. En el compás 157 se escucha por última vez el tema principal, finalizando el tema en su tónica, en un estado de «perfecta serenidad».

### III.Scherzo. Nicht schnell – Trio. Langsam
El tercer movimiento, Scherzo. Nicht schnell (No rápido) – Trio. Langsam (Lento), está en la menor, en compás de 3/4 y responde a una forma ternaria de scherzo con trío. Presenta diferencias sustanciales con todos los demás Scherzi compuestos por Bruckner. Es más lento de lo habitual y la tensión característica que a menudo se asocia a los Scherzi brucknerianos se ve aquí velada y mitigada, aunque tampoco falten momentos de brillantez. A pesar de lo anterior, lo más llamativo es la ausencia de un tema principal impactante; en vez de eso, nos encontramos con el contraste entre tres motivos rítmicos yuxtapuestos desde el principio y unidos a lo largo de casi todo el movimiento. El compás fijado en 3/4 se ve invadido por tresillos una vez más, dando la impresión de que en realidad estaríamos ante un compás de 9/8 y creando así una sensación más fuerte de movimiento totalmente deliberada, especialmente para un scherzo.
Existe un cierto grado de ambigüedad armónica durante todo el movimiento, aunque nada comparado con el inicio del primer movimiento. Uno de los rasgos más fascinantes de las estructuras armónicas de Bruckner es su rechazo a fijar el acorde de tónica en una posición preeminente durante la mayor parte del movimiento. Los 20 primeros compases descansan, una vez más, sobre un pedal de dominante; y cuando el bajo se mueve hacia la tónica (La), no lo hace a una posición fundamental; en vez de eso, actúa como el bajo de la primera inversión de un acorde de fa mayor (compás 21).
En el desarrollo el compositor añade un nuevo motivo. Armónicamente la sección se centra en los acordes de re bemol mayor, sol bemol mayor y si bemol menor, tonalidades relacionadas entre sí pero totalmente alejadas de la tónica (la menor). Llegamos a la dominante de la menor (compás 75) y comienza la recapitulación, una vez más sobre un pedal de dominante. Finalmente, el evasivo acorde de tónica aparece al final de la recapitulación, llevándonos al Trío en do mayor. 
El lento Trío se presenta como un Ländler, una danza popular austríaca. De acuerdo con Williamson, confirma que hay espacio en la obra de Bruckner para la construcción del color tonal: así, cuando la trompa y el pizzicato de las cuerdas se unen en la misma figura rítmica.

De hecho, este diálogo entre el pizzicato de las cuerdas, la trompa y las maderas es fundamental en la textura musical del Trio entero. Aunque la tonalidad es do mayor, Bruckner nos coloca otra vez en la ambigüedad tonal, como en los movimientos precedentes. Así, en el compás 5, la cuerda se mueve hacia el re bemol mayor, mientras que las maderas intentan asentarse en la bemol mayor citando una inversión del tema principal de la Sinfonía n.º 5 del propio autor, que justamente se halla en la tonalidad de la bemol mayor. El Scherzo vuelve otra vez en su totalidad, completando así una gran estructura ternaria.

### IV.Finale. Bewegt, doch nicht zu schnell
El cuarto y último movimiento, Finale. Bewegt, doch nicht zu schnell (En movimiento, pero no demasiado rápido), retoma la tonalidad inicial, el compás alla breve y la forma sonata. Watson describió el Finale como una enfática y orgánica afirmación del la mayor frente a sus relativos napolitanos. Comienza con un tema en una escala frigia de la menor, el cual acentúa una vez más la importancia de las relaciones napolitanas a partir de la obvia presencia de la sexta menor (en este caso fa natural). 

Las trompas y trompetas interrumpen con súbitos estallidos en la mayor (compás 22), pero el tema no se deja intimidar; cuatro compases más tarde de la siguiente interrupción, los metales consiguen afianzar la tonalidad de la mayor. Sobre la marcha aparece un segundo tema en do mayor:

Este va seguido aún de un tercer tema (compás 125) que deriva del lamento del oboe del segundo movimiento. 

Durante el desarrollo la música atraviesa una variedad de tonalidades mayores: fa mayor, mi bemol mayor, mi mayor, retornando finalmente a la tónica de la mayor (compás 245), considerado como el inicio de la recapitulación.
La coda de nuevo agrupa un gran cantidad de tonalidades y yuxtapone el primer tema del Finale al tema principal del primer movimiento. Una poderosa y final afirmación de la tónica se impone, como si apareciera de la nada, probando la maestría de Bruckner de establecer la tónica sin ningún género de duda y sin la preparación previa que se supone debe anteceder a ella. Este movimiento no tiene (tampoco lo pretende) el vasto efecto del Finale de la Sinfonía n.º 5, pero es infinitamente más refinado que el de la Sinfonía n.º 4. Siempre según Watson, la victoria final en la búsqueda de un nuevo e ideal Finale habrá de ser celebrada en la Sinfonía n.º 8, si bien el desarrollo de la n.º 6 es ya un hito en esta marcha triunfal.

## Recepción de la obra
Las críticas que recibió la Sexta de Bruckner son similares a las recibidas por las sinfonías precedentes. Mientras Bruckner la consideraba «su sinfonía más atrevida», el resto del mundo musical no la tenía precisamente en gran estima. Así, en cuanto a su interpretación, cabe hablar de «mala suerte»: la mayoría de los directores de orquesta han ignorado las específicas indicaciones de tempo y han lanzado al cubo de la basura el equilibrio cuidadosamente planificado entre los movimientos. Un crítico de la revista The Musical Times consideró los movimientos interiores de la sinfonía como «defectuosos, pero a pesar de ello suficientemente atractivos» y los extremos como «cargantes».
Pero sin duda, el crítico más feroz de Bruckner fue Eduard Hanslick. Se dijo de él que una vez dijo: «Aquél a quien yo quiero destruir será destruido», y al parecer Bruckner fue un objetivo de primer orden. Tras asistir a la interpretación de los movimientos internos de la Sinfonía, escribió:

«Me ha costado mucho esfuerzo llegar a tener una adecuada relación con estas composiciones tan peculiares en las cuales los momentos brillantes, originales e incluso inspirados alternan, con frecuencia sin una conexión reconocible, con apenas comprensibles lugares comunes y torpes parches, todo ello embutido en una exagerada longitud capaz de poner en fuga y dejar sin aliento tanto a ejecutantes como a oyentes.»

Hanslick se refiere aquí a la queja más frecuente respecto de la escritura sinfónica de Bruckner: el aparentemente inacabable viaje hacia una conclusión de sus ideas musicales. Dyneley Hussey escribió una crítica de la obra en The Musical Times y llegó a la misma conclusión que Hanslick medio siglo antes:

«El hábito compositivo más cargante de Bruckner es su forma de dejar en suspenso el discurso musical y repetirlo entonces desde el principio. Uno tiene la impresión de ir atravesando una ciudad llena de semáforos, que se ponen en rojo según nos vamos acercando a cada uno de ellos.»

Las duras críticas que han recibido tanto la Sexta Sinfonía como el resto de su obra pueden ser atribuidas también a la consideración de Bruckner como persona por parte de los críticos. Fue un devoto católico, cuyo fervor religioso a veces provocaba un cierto rechazo en aquellos que se acercaban a él. Franz Schalk comentó que «en una era como aquella de liberalismo moral y espiritual, Bruckner era como una especie de intruso, dado su concepto monacal y medieval de la humanidad y de la vida».
Más allá de los reproches, tanto musicales como de carácter personal que puedan hacérsele, ha habido críticos que han intentado encontrar la belleza en la Sexta Sinfonía. Así, Donald Tovey escribió que si uno elimina no sólo los prejuicios sino también los puntos equivocados de vista, y considera la obra como un tipo de música que no había oído antes, no hay duda de que su gran calidad nos puede sorprender a cada momento. Todavía hay quien se maravilla de la poca frecuencia con que se ejecuta la obra, teniendo en cuenta su carácter luminoso, su tonalidad mayor y su plétora de ternura y de temas memorables para asentar una aceptación universal.
Carl Hruby escribió que Bruckner dijo una vez que si pudiera hablar con Beethoven acerca de las malas críticas, Beethoven le diría: «Mi querido Bruckner, no debe preocuparse lo más mínimo por eso. Tampoco a mí me fue muy bien, y todos esos señores que me usan como un bastón para golpearle todavía no han entendido nada de mis últimos cuartetos, por mucho que lo pretendan.» Al decir eso, Bruckner aceptaba las críticas, pero al mismo tiempo mantenía la esperanza de que un día sus composiciones se recibieran con la misma reacción positiva con las que en su tiempo se recibía a las de Beethoven.
Según Robert Simpson, aunque no es la más interpretada y ha sido muchas veces considerada como el patito feo de la producción sinfónica de Bruckner, la Sexta no sólo produce una inmediata sensación de rica y expresiva individualidad. Sus temas son excepcionalmente bellos, sus armonías contienen momentos audaces y al mismo tiempo sutiles, su orquestación es la más imaginativa que Bruckner ideó jamás y muestra un dominio tal de las formas clásicas que llegó a impresionar a Brahms.

## Discografía selecta
A continuación se cita una selección de grabaciones de las distintas versiones de la sinfonía.
- 1963 – Joseph Keilberth, Orquesta Filarmónica de Berlín (Teldec).
- 1964 – Otto Klemperer, New Philharmonia Orchestra (EMI).
- 1966 – Eugen Jochum, Orquesta Sinfónica de la Radio de Baviera (DG).
- 1972 – Horst Stein, Orquesta Filarmónica de Viena (Decca).
- 1979 – Georg Solti, Orquesta Sinfónica de Chicago (Decca).
- 1981 – Wolfgang Sawallisch, Orquesta Estatal de Baviera (Orfeo).
- 1988 – Eliahu Inbal, Orquesta Sinfónica de la Radio de Fráncfort (Teldec).
- 1988 – Günter Wand, Orquesta Sinfónica de la NDR (RCA).
- 1991 – Sergiu Celibidache, Orquesta Filarmónica de Múnich (EMI, DVD Sony Classical).
- 1994 – Daniel Barenboim, Orquesta Filarmónica de Berlín (Teldec).
- 1995 – Georg Tintner, Orquesta Sinfónica de Nueva Zelanda (Naxos).
- 2008 – Herbert Blomstedt, Orquesta de la Gewandhaus de Leipzig (Querstand).
- 2009 – Marek Janowski, Orquesta de la Suisse Romande (Pentatone).